# 小宮孝
小宮 孝（こみや たかし、1902年11月15日 - 1975年11月16日）は、日本の経済学者。関西学院高等商業学部教授、関西学院大学経済学部教授、同学院院長などを歴任した。

## 略歴
神奈川県横浜市出身。兵庫県立神戸商業学校（現：兵庫県立神戸商業高等学校）、第一神港商業学校（現：神戸市立神港高等学校）を経て、1929年（昭和4年）に、東京商科大学（現：一橋大学）卒業後、関西学院高等商業学部（のちの関西学院高等商業学校、現関西学院大学経済学部・商学部）の経済学担当教授に就任した。
関西学院初代教職員組合長、初代宗教活動委員会委員長を経て、1950年（昭和25年）から1954年（昭和29年）まで関西学院大学経済学部長を務めるなどし、関西学院におけるキリスト教活動の活性化及び民主化に尽力した。また財団法人日本クリスチャン・アカデミーには1960年の設立時から運営委員会委員として参画した。
1958年（昭和33年）から1969年（昭和44年）まで関西学院院長（第9代）を3期務め、学長代理を兼任し、関学紛争への対応などをしたのち、関西学院を退職。関西学院大学退職後は神戸女学院院長（第9代）、兵庫県教育委員会委員長を歴任。1974年（昭和49年）には吉岡美國関西学院第2代院長、コーネリアス・ジョン・ライトホール・ベーツ関西学院第4代院長に続き、3人目の関西学院名誉院長の称号を授与された。
1975年（昭和50年）、神戸女学院院長在任中に急死した。1976年（昭和51年）に寄贈された蔵書は、小宮文庫として関西学院大学図書館に収められている。
1960年 関西学院大学経済学博士。論文の題は「市場均衡の理論」。妹・英子は酒枝義旗（経済学者、キリスト教思想家、早稲田大学名誉教授）の妻。